# Crash du Chinook du 6 août 2011
Le 6 août 2011, un hélicoptère CH-47D Chinook de l'United States Army Aviation Branch s'écrase après avoir été abattu à la roquette par des talibans dans la province de Wardak à l'est de Kaboul en Afghanistan, entraînant la mort des 38 personnes qui se trouvaient à bord. C'est la plus grosse perte humaine américaine en un seul incident depuis le début de la deuxième guerre d’Afghanistan, dépassant celle de l'opération Red Wings de 2005.

## Pertes
Les tués sont:
- 15 SEAL du SEAL Team Six
- 7 commandos afghans de l'Afghan Partner Unit (APU)[2]
- 5 hommes du soutien de la guerre spéciale navale (Naval Special Warfare support personnel)
- 3 hommes réservistes au sein du 158th Aviation Regiment
- 2 SEAL d'une unité basée sur la côte ouest des États-Unis
- 2 hommes du 135th Aviation Regiment
- 2 Pararescuemen du 24th Special Tactics Squadron
- 1 Combat Controller du 24th Special Tactics Squadron
- 1 interprète civil afghan
- 1 chien

| Pertes américaines                                      | Pertes américaines                          | Pertes américaines                    | Pertes américaines                    | Pertes américaines                                                     |
| Nom                                                     | Unité                                       | Âge                                   | Ville                                 | Notes                                                                  |
| Pertes de l'Armée de terre américaine                   | Pertes de l'Armée de terre américaine       | Pertes de l'Armée de terre américaine | Pertes de l'Armée de terre américaine | Pertes de l'Armée de terre américaine                                  |
| ------------------------------------------------------- | ------------------------------------------- | ------------------------------------- | ------------------------------------- | ---------------------------------------------------------------------- |
| SGT Alexander J. Bennett                                | 7th Battalion, 158th Aviation Regiment      | 24                                    | Tacoma                                |                                                                        |
| CWO David R. Carter                                     | 2nd Battalion, 135th Aviation Regiment      | 47                                    | Centennial                            |                                                                        |
| SPC Spencer Duncan                                      | 7th Battalion, 158th Aviation Regiment      | 21                                    | Olathe                                |                                                                        |
| SSG Patrick D. Hamburger                                | 2nd Battalion, 135th Aviation Regiment      | 30                                    | Lincoln                               | Promu sergent à titre posthume.                                        |
| CWO Bryan J. Nichols                                    | 7th Battalion, 158th Aviation Regiment      | 31                                    | Hays                                  |                                                                        |
| Pertes de l'United States Naval Special Warfare Command |                                             |                                       |                                       |                                                                        |
| PO1 (SEAL) Darrick C. Benson                            | East Coast-based naval special warfare unit | 28                                    | Angwin                                | Navy SEAL                                                              |
| CPO (SEAL) Brian R. Bill                                | East Coast-based naval special warfare unit | 31                                    | Stamford                              | Navy SEAL                                                              |
| PO1 (SEAL) Christopher G. Campbell                      | East Coast-based naval special warfare unit | 36                                    | Jacksonville                          | Navy SEAL                                                              |
| PO1 Jared W. Day                                        | East Coast-based naval special warfare unit | 28                                    | Taylorsville                          | Technicien responsable de la maintenance des systèmes de communication |
| PO1 John Douangdara                                     | East Coast-based naval special warfare unit | 26                                    | South Sioux City                      | Maître chien                                                           |
| CPO (SEAL) John W. Faas                                 | East Coast-based naval special warfare unit | 31                                    | Minneapolis                           | Navy SEAL                                                              |
| CPO (SEAL) Kevin A. Houston                             | East Coast-based naval special warfare unit | 35                                    | Hyannis Port, Massachusetts (en)      | Navy SEAL                                                              |
| Lt. Cmdr. (SEAL) Jonas B. Kelsall                       | East Coast-based naval special warfare unit | 32                                    | Shreveport                            | Navy SEAL                                                              |
| MCPO (SEAL) Louis J. Langlais                           | East Coast-based naval special warfare unit | 44                                    | Santa Barbara                         | Navy SEAL                                                              |
| CPO (SEAL) Matthew D. Mason                             | East Coast-based naval special warfare unit | 37                                    | Kansas City                           | Navy SEAL                                                              |
| CPO (SEAL) Stephen M. Mills                             | East Coast-based naval special warfare unit | 35                                    | Fort Worth                            | Navy SEAL                                                              |
| CPO Nicholas H. Null                                    | East Coast-based naval special warfare unit | 30                                    | Washington                            | Technicien EOD (en)                                                    |
| PO1 (SEAL) Jesse D. Pittman                             | West Coast-based naval special warfare unit | 27                                    | Ukiah                                 | Navy SEAL                                                              |
| SCPO (SEAL) Thomas A. Ratzlaff                          | East Coast-based naval special warfare unit | 34                                    | Green Forest                          | Navy SEAL                                                              |
| CPO (SEAL) Robert J. Reeves                             | East Coast-based naval special warfare unit | 32                                    | Shreveport                            | Navy SEAL                                                              |
| CPO (SEAL) Heath M. Robinson                            | East Coast-based naval special warfare unit | 34                                    | Détroit                               | Navy SEAL                                                              |
| PO2 (SEAL) Nicholas P. Spehar                           | West Coast-based naval special warfare unit | 24                                    | Saint Paul                            | Navy SEAL                                                              |
| PO1 Michael J. Strange                                  | East Coast-based naval special warfare unit | 25                                    | Philadelphie                          | Transmetteur / cryptanalyse                                            |
| PO1 (SEAL) Jon T. Tumilson                              | East Coast-based naval special warfare unit | 35                                    | Rockford                              | Navy SEAL                                                              |
| PO1 (SEAL) Aaron C. Vaughn                              | East Coast-based naval special warfare unit | 30                                    | Stuart                                | Navy SEAL                                                              |
| SCPO Kraig M. Vickers                                   | East Coast-based naval special warfare unit | 36                                    | Kokomo (Hawaii) (en)                  | Technicien EOD (en)                                                    |
| PO1 (SEAL) Jason R. Workman                             | East Coast-based naval special warfare unit | 32                                    | Blanding                              | Navy SEAL                                                              |
| Bart                                                    |                                             |                                       |                                       | Chien de guerre                                                        |
| Pertes de l'Air Force Special Operations Command        |                                             |                                       |                                       |                                                                        |
| TSgt John W. Brown                                      | 24th Special Tactics Squadron (en)          | 33                                    | Tallahassee                           | Pararescue (en)                                                        |
| SSgt Andrew W. Harvell                                  | 24th Special Tactics Squadron               | 26                                    | Long Beach (Californie)               | Combat Controller                                                      |
| TSgt Daniel L. Zerbe                                    | 24th Special Tactics Squadron               | 28                                    | York                                  | Pararescue (en)                                                        |

## Suites
Le 10 août 2011, l'armée américaine affirme avoir éliminé les insurgés à l'origine de l'attaque meurtrière du Chinook au cours d'une frappe de F-16, sans appuyer le discours par des preuves tangibles. Au cours de cette conférence, le Pentagone précisait que l'intervention du F16 avait tué au moins dix insurgés